# 1-yj Kniażyj
1-yj Kniażyj, Pierwyj Kniażyj (ros. 1-й Княжий) – chutor w zachodniej Rosji, w sielsowiecie zaoleszeńskim rejonu sudżańskiego w obwodzie kurskim.

## Geografia
Miejscowość położona jest przy ujściu rzeki Łoknia do Sudży, 1,5 km od centrum administracyjnego sielsowietu zaoleszeńskiego (Zaoleszenka), 3 km od centrum administracyjnego rejonu (Sudża), 87 km od Kurska.

## Demografia
W 2010 r. miejscowość zamieszkiwały 192 osoby.